# 股疯
《股疯》是一部1994年上映的中港合拍电影，由李国立指导，潘虹、刘青云主演。是一部上海话拍摄的电影。通过当地售票员范莉参与炒股的故事，刻画了1990年代初期上海在中国股市刚发展时，全民跟风疯狂投机股票的现象。

## 剧情简介
20世纪90年代的上海，范莉作为一个普通的公交售票员，与丈夫和女儿一家三口过着朴实忙碌的生活。与此同时，来自香港的阿伦到上海准备挽回和前女友安娜的恋情。在当地人三宝的介绍下，阿伦意识到在上海滩炒股的商机，准备与三宝合作炒股。然而当范莉也意识到炒股的价值后，决定与阿伦一同炒股，由阿伦将三宝打发走。起初范莉炒股一帆风顺，通过变卖家居等本金赚来了很多利润，致使许多街坊邻里都将钱给她托管，请求她帮忙炒股。然而，渐渐地，范莉的丈夫许昂对她不管不顾女儿，整天在外和阿伦暧昧和炒股的行为感到不满与愤怒，家庭关系产生了分裂。许昂看到妻子赚得盆盈钵满，最后也按捺不住，决定将同学给他的装修款用来炒股。然而，范莉，阿伦和许昂三人最终在投资市场都失利亏本。许昂更是对此感到羞愧，决定跳楼自杀。阿伦在劝阻许昂的过程中，突然对自己感到悲凉，也要突然跳楼自杀。最终，在众人的帮助之下，阿伦和许昂纷纷获救。最后，阿伦将投资所剩的钱完整还给了邻里，并成功向安娜求婚。范莉也和许昂重归于好，与女儿一家三口搬到浦东新居居住。

## 演员表
| 演員   | 角色 | 備註         |
| 潘虹   | 范莉 | 公交车售票员 |
| 刘青云 | 阿伦 | 香港资本家   |
| 王汝刚 | 三宝 | 上海商人     |
| 王华英 | 许昂 | 范莉的丈夫   |
| 郭锦恩 | 安娜 | 阿伦前女友   |

## 奖项
- 1994年第14届中国电影金鸡奖 - 最佳合拍片
- 1994年第14届中国电影金鸡奖 - 最佳女主角(潘虹)